# 巴勒斯坦国旗
巴勒斯坦国旗是一面由泛阿拉伯顏色組成的旗幟。紅色在左成三角形，黑、白、綠成橫條。样式来自于阿拉伯大起義的旗幟。
此旗帜于1964年成為巴勒斯坦解放組織的旗幟，1988年11月15日定成為未來巴勒斯坦國的国旗。2006年2月17日，国旗作出修改，增加了旗帜左侧红色三角形的面积。
由于巴勒斯坦国尚未完全独立，故现巴勒斯坦国旗黑条置于上方，绿条置于下方。2000年，阿拉法特曾声称，一旦巴勒斯坦正式建国，国旗黑、绿二色的位置将反转，即绿条置于上方，黑条置于下方。
在1993年奧斯陸和約签署前，以色列占领當局禁止巴勒斯坦人公开展示該旗幟，現在稍有放寬。2023年，國際特赦組織發表報告譴責以色列政府限制在公眾場合展示巴勒斯坦國旗，指以色列正透過限制「象徵團結和反抗以色列非法佔領的標誌」來「合理化種族主義」。為了違抗禁令，西瓜標誌成為了巴勒斯坦的象徵。

## 历史旗帜
- 巴勒斯坦托管地旗帜，1927至1948年
- 1936-1939阿拉伯巴勒斯坦起义
- 由全巴勒斯坦政府使用的版本，类似阿拉伯起义的旗帜
- 1945年至1955年左右，阿拉伯联盟用来代表巴勒斯坦的旗帜。[5]

## 拟议的国旗以及其他旗帜
- 巴勒斯坦国旗原始版本
- 1938年使用的巴勒斯坦人旗帜
- 加沙地带-土耳其团结旗帜
- 巴勒斯坦的阿拉伯社会复兴党旗帜
- 耶路撒冷圣城旗帜
- 巴勒斯坦国旗与耶路撒冷王国十字设计之一
- 巴勒斯坦国旗与耶路撒冷王国十字设计之二
- 巴勒斯坦国旗与耶路撒冷王国十字设计之三
- 埃利亚斯·哈纳·兰提西设计的巴勒斯坦国旗
- 贾利利组织设计的巴勒斯坦国旗
- 侯赛因·米卡达迪设计的巴勒斯坦国旗
- 哈姆迪·恰南设计的巴勒斯坦国旗
- 来自海法的阿拉伯人设计的巴勒斯坦国旗
- 阿斯玛·图比设计的巴勒斯坦国旗
- 巴勒斯坦国旗建议方案（之四）
- 巴勒斯坦国旗建议方案（之五）
- 巴勒斯坦国旗建议方案（之六）
- 迦南国国旗（以色列和巴勒斯坦联合的一国方案建议旗帜）

## 相似旗帜
- 约旦国旗
- 阿拉伯联邦
- 西撒哈拉国旗
- 伊拉克国旗
- 科威特国旗
- 阿聯酋国旗
- 苏丹国旗
- 阿拉伯复兴社会党党旗